# Urbeis
Urbeis település Franciaországban, Bas-Rhin megyében. Lakosainak száma 317 fő (2022. január 1.). Urbeis Lubine, Bourg-Bruche, Fouchy, Lalaye, Ranrupt, Steige és Rombach-le-Franc községekkel határos.

## Népesség
A település népessége az elmúlt években az alábbi módon változott:
| Lakosok száma | 315  | 322  | 334  | 322  | 320  | 318  | 316  | 317  | 317  |
|               | 2013 | 2015 | 2016 | 2017 | 2018 | 2019 | 2020 | 2021 | 2022 |